# Qui non ha loco il Santo Volto!

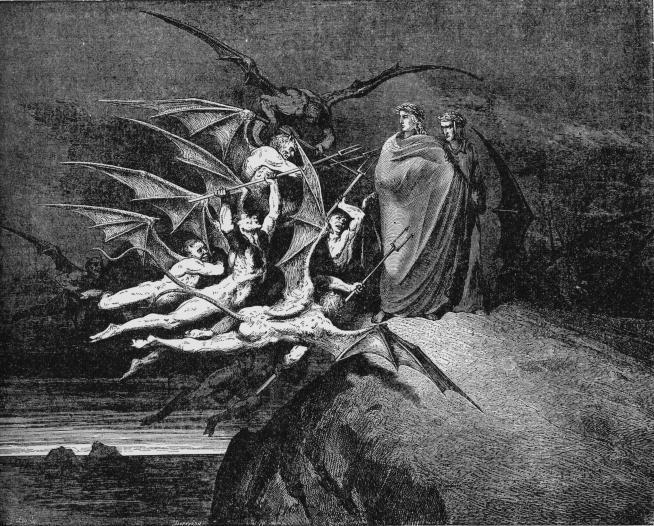
E volser contra lui tutt'i runcigli; ma el gridò: «Nessun di voi sia fello!» (XXI, vv. 71-72). Illustrazione di Paul Gustave Doré.

Qui non ha loco il Santo Volto! è il verso 48 del canto XXI dell'Inferno, prima cantica della Divina Commedia di Dante Alighieri. 

## Il verso dantesco
Nella quinta bolgia sono punite le anime dei barattieri, cioè di coloro che ricavano da una carica pubblica un profitto personale illecito, venendo immersi nella pece bollente. Un diavolo vi ha appena scaraventato uno di questi, «un delli anzian di santa Zita», un magistrato di Lucca identificato dal commentatore Guido da Pisa in un certo Martino Bottaio. Il dannato, ritornando a galla, riemerge con la testa e a quel punto i diavoli 
Il dannato non deve dunque mostrare il volto come si fa a Lucca, quando si espone il cosiddetto Volto Santo, un crocifisso bizantino di legno nero, oggetto di grande venerazione dei fedeli lucchesi del tempo e tuttora conservato nella basilica di San Martino, né tenere la testa fuori dalla pece, come ancora i lucchesi tengono fuori dall'acqua la testa quando nuotano nel fiume Serchio.
Una spiegazione diversa è data dall'antico commentatore Francesco da Buti: «si può intendere che colui, tornato su, dicesse: - Santo Volto, aiutami – e però rispondessono così li demoni [...] – Fatti tu fuori per vedere lo tuo Santo Volto da Lucca, e chiamilo perché t'aiuti? Qui no, non ha luogo» e Dante si farebbe così beffe «de' lucchesi, che hanno in continuo parlare lo lor Volto Santo».

## Il verso nella letteratura
Pirandello, nell'evidenziare l'ironica "contraddizione dell'umorismo",  commenta il verso ricordando come Dante «rammenti il bene per esacerbare il sentimento del male».
Il passo viene ripreso anche da Primo Levi in Se questo è un uomo, nel capitolo "Sul fondo", per indicare lo stato di brutale sovvertimento dei valori morali all'interno del lager. 